# Victor de Persigny
Jean Gilbert Victor Fialin de Persigny, född 11 januari 1808, död 12 januari 1872, var en fransk greve, senare hertig och politiker.
Persigny väckte redan som elev vid kavalleriskolan i Saumur uppmärksamhet genom bonapartisk propaganda, och utgav 1834 broschyren L'Occident français (1834). Han blev tidigt medarbetare till Louis Bonaparte, och var 1830 delaktig i kravallerna i Strasbourg samt 1840 i upploppsförsöket i Boulogne. Han dömdes efter det senare till 20 års fängelse men frigavs 1848 och bidrog till Louis Napoléons val till president. 1849 invaldes han i lagstiftande församlingen och medverkade i statskuppen 2 december 1851, blev senator 1852 och var inrikesminister 1852-54, ambassadör i London 1855-58 och 1859-60, samt inrikesminister 1860-63.